# Northwood (New Hampshire)
Northwood ist eine Stadt im Rockingham County, New Hampshire, USA. Northwood ist bekannt für seine Seen. Das U.S. Census Bureau hat bei der Volkszählung 2020 eine Einwohnerzahl von 4.641 ermittelt.

## Geschichte
Northwood wurde erstmals 1763 besiedelt und am 6. Februar 1773 als Gemeinde anerkannt, als ein großes Stück Land namens „North Woods“ von Nottingham abgetrennt wurde. Um 1800 wurde die Straße von Portsmouth nach Concord (heute ein Teil des U.S. Highway 4) gebaut, und die Stadt begann zu gedeihen. Zahlreiche Wirtshäuser beherbergten durchreisende Passagiere. Früher gab es in der Stadt etwa zwölf Sägewerke, von denen einige in der zweiten Hälfte des 19. Jahrhunderts durch Schuhfabriken ersetzt wurden. Bis 1930 hatte jedoch die letzte Schuhfabrik geschlossen. In jüngerer Zeit ist die Stadt ein beliebter Urlaubsort.